# Renia apicata
Renia apicata är en fjärilsart som beskrevs av Druce. Renia apicata ingår i släktet Renia och familjen nattflyn. Inga underarter finns listade.